# Charcot-Bucht
Die Charcot-Bucht ist eine Bucht an der Davis-Küste des Grahamlands auf der Antarktischen Halbinsel. Sie erstreckt sich über 16 km zwischen Kap Kater und Kap Kjellman. Die Lindblad Cove und die Ognen Cove sind Nebenbuchten.
Entdeckt wurde sie bei der Schwedischen Antarktisexpedition (1901–1903) unter der Leitung Otto Nordenskjölds. Dieser benannte sie nach dem französischen Polarforscher Jean-Baptiste Charcot (1876–1936).